# Baharia Military Railway
| Draisine vor dem Blockhaus B2 |                      |                          |                |
| Bahariyya-Oase und Ende der Schmalspurstrecke auf einer Karte von 1955 |                      |                          |                |
| Streckenlänge: | 134 km               |                          |                |
| Spurweite: | 2 Fuß 6 Zoll =762 mm |                          |                |
| Maximale Neigung: | 10 ‰                 |                          |                |
| |                      |                          |                |
| \| \| 0 \| Sandagfa \| Sandagfa \| \| \| \| Bahnassa \| \| \| \| 24 \| Kilometer 24 \| Kilometer 24 \| \| \| 44 \| Blockhaus B1 \| Blockhaus B1 \| \| \| \| Blockhaus B2 \| \| \| \| \| Blockhaus B3 \| \| \| \| \| Blockhaus B4 \| \| \| \| \| Blockhaus B5 \| \| \| \| 134 \| Blockhaus B6 \| Blockhaus B6 \| \| \| \| Abu-Muharriq-Wanderdünen \| \| \| \| 159 \| \| \| \| \| \| Westliche Wüste \| \| \| \| 184 \| Bahariyya-Oase \| Bahariyya-Oase \| |                      |                          |                |
| Kopfbahnhof Streckenanfang (Strecke außer Betrieb) | 0                    | Sandagfa                 | Sandagfa       |
| Haltepunkt / Haltestelle (Strecke außer Betrieb) |                      | Bahnassa                 | Bahnassa       |
| Haltepunkt / Haltestelle (Strecke außer Betrieb) | 24                   | Kilometer 24             | Kilometer 24   |
| Haltepunkt / Haltestelle (Strecke außer Betrieb) | 44                   | Blockhaus B1             | Blockhaus B1   |
| Haltepunkt / Haltestelle (Strecke außer Betrieb) |                      | Blockhaus B2             | Blockhaus B2   |
| Haltepunkt / Haltestelle (Strecke außer Betrieb) |                      | Blockhaus B3             | Blockhaus B3   |
| Haltepunkt / Haltestelle (Strecke außer Betrieb) |                      | Blockhaus B4             | Blockhaus B4   |
| Haltepunkt / Haltestelle (Strecke außer Betrieb) |                      | Blockhaus B5             | Blockhaus B5   |
| Bahnhof (Strecke außer Betrieb) | 134                  | Blockhaus B6             | Blockhaus B6   |
| |                      | Abu-Muharriq-Wanderdünen |                |
| | 159                  |                          |                |
| |                      | Westliche Wüste          |                |
| Kopfbahnhof Streckenende, rechts und Streckenende (Strecke außer Betrieb) | 184                  | Bahariyya-Oase           | Bahariyya-Oase |

Die Baharia Military Railway war eine 134 km lange Schmalspurbahn mit einer Spurweite von 762 mm (2 Fuß 6 Zoll) in Ägypten, die vom Niltal bis an die Abu-Muharriq-Wanderdünen in der Nähe der Bahariyya-Oase führte. 

## Strecke

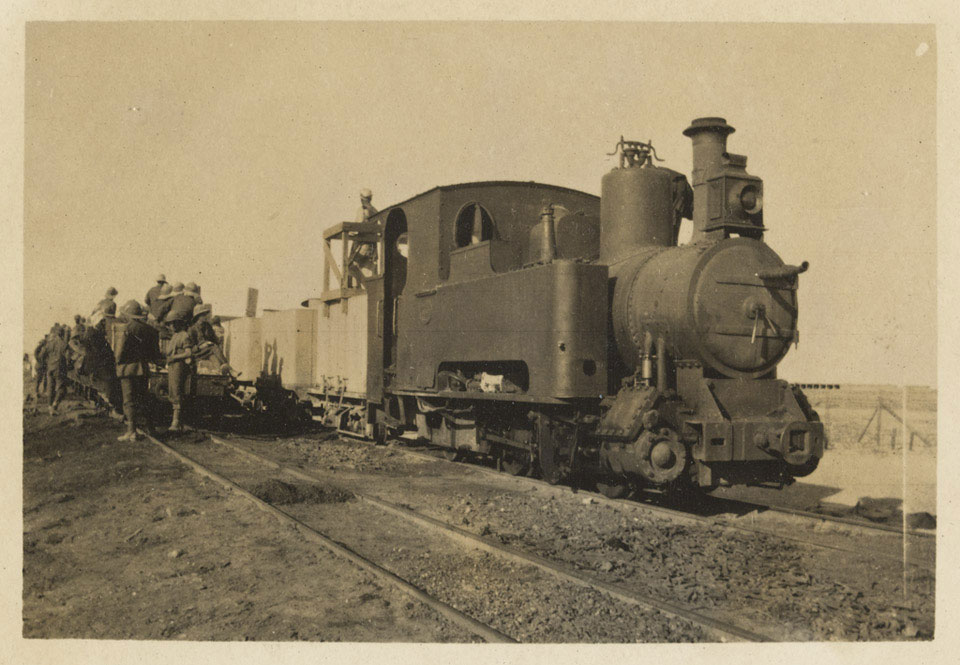
Aufsitzen der Truppen am Blockhaus B2 in Richtung Blockhaus B6

Im Februar 1916 besetzten die Sanusi die Oasen Bahariyya, Farafra, Dachla und Charga in der Westlichen Wüste von Ägypten militärisch und bedrängten von dort aus das Niltal. Die Western Oasis Railway wurde von britischen Truppen erfolgreich genutzt, um die Oase Charga zurückzuerobern, und die dortige Garnison mit Nachschub zu beliefern. Von dort konnten die Briten das südliche Niltal unter Kontrolle halten. Um über die Baharia-Oase auch von Norden aus einen Zugang ins Niltal zu erhalten, ordnete die britische Armee am 15. April 1916 den Bau einer Neubau-Schmalspurbahn-Strecke vom Bahnhof Bahnassa bei Samalut im Niltal zur Baharia-Oase an. Die Strecke verlief größtenteils auf dem Darb-el-Rubi-Kamelweg. Um den Verkehr auf dem Kamelweg unter Kontrolle zu halten wurden sechs befestigte Blockhäuser errichtet.
Unter der Annahme, dass 800 Sanusi die Oase besetzt hielten, wurden 2500 Soldaten, 40 Motorfahrzeuge und nicht weniger als 4800 Kamele bereitgestellt, um die Oase zurückzuerobern. Die Eisenbahn wurde bereits während der Bauzeit zum Transport von Baumaterialien, Truppen, Nachschub, Kamelfutter und Wasser und für den Nachschub genutzt. Um schnell an Baumaterial zu kommen, wurden bestehende Schienen und Schwellen von Strecken anderer ägyptischer Schmalspurbahnen abgebaut und wiederverwendet.

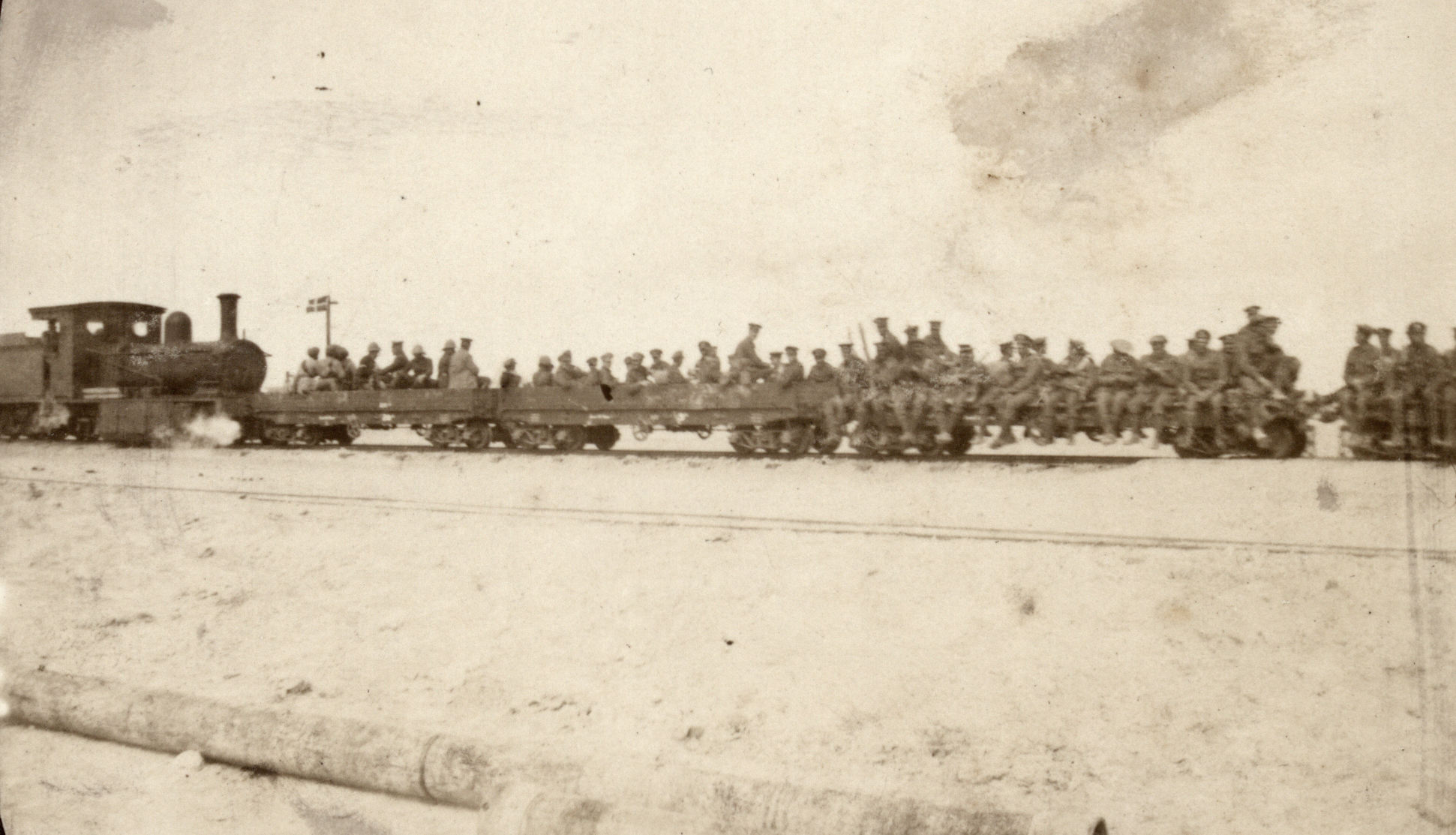
Truppentransport, 1916

Die Sanusi zogen sich ab dem 10. Oktober 1916 in die Oase Siwa zurück, als sie merkten, dass ein Angriff unmittelbar bevorstand. Eine Woche später, am 16. Oktober 1916 eroberten Kamelreiter und Motorfahrzeugtruppen die Oase zurück. Eine weitere Woche später wurde die 134 km lange Strecke am 23. Oktober 1916 fertiggestellt. Im Durchschnitt wurden innerhalb von 191 Tagen pro Tag 700 m Bahngleis verlegt. Wegen der Abu-Muharriq-Wanderdünen war es unmöglich, die Eisenbahn über das Blockhaus B6 hinaus zu verlängern, so dass die Strecke dort endete.
Als von den Sanusi keine Gefahr mehr ausging, zogen sich die britischen Truppen ab Januar 1917 zurück. Ab März 1917 wurden die Blockhäuser B1-B5 abgebaut, da sie nicht länger gebraucht wurden. Die Militäreisenbahn war aber weiterhin in Betrieb, um Lebensmittel, Futter, Wasser, Motorfahrzeuge, Kraftstoffe und andere Nachschubgüter zum Endbahnhof am Blockhaus B6 zu transportieren. Von dort aus wurden sie mit Kamelkarawanen bzw. per Lastkraftwagen zur Garnison in der Oase gebracht. Auf der Strecke wurden bis zu 20 Lokomotiven und 200 Wagen eingesetzt. Nach dem Kriegsende von 1918 sah das Militär trotz der in der Nähe gelegenen reichen Phosphat- und Eisenerzvorkommen keine Notwendigkeit, die Strecke weiterhin zu betreiben. Daher wurde sie 1919 stillgelegt.